# 會津家
會津家七代目（あいづや）は、東京都に本拠を置く的屋系暴力団で、指定暴力団・六代目山口組の三次団体（上部団体は後藤組）。

## 歴史
東京の的屋の名門組織であったが、坂田春夫六代目の頃、後藤組の傘下となった。

## 歴代継承者
- 初　代 - 鈴木常三郎
- 二代目 - 川出喜三郎
- 三代目 - 武藤信次
- 四代目 - 松葉 武
- 五代目 - 坂田浩一郎
- 六代目 - 坂田春夫（浩一郎の実子）
- 七代目 - 中村政治（後藤組舎弟）

## 最高幹部
會津家七代目
- 七代目 - 中村政治

その他不明

## 関連書籍
- 『啖呵こそわが稼業 會津家本家六代目・坂田春夫』（2003年12月、新潮社）ISBN 410449402X